# Cesare Siepi
Cesare Siepi (Milánó, 1923. február 10. – Atlanta, 2010. július 5.) olasz operaénekes, basszus.

## Életpályája
Zenei tanulmányokat Milánóban folytatott. 18 évesen már színpadon énekelt. Első szerepe Sparafucile volt Verdi Rigolettójában. Antifasisztaként menekülni kényszerült Olaszországból. Svájcba ment, ahol Ernster Dezső karolta fel és segítette önzetlenül. A második világháború után visszatért szülőhazájába. Énekesi karrierje a velencei Teatro La Fenicében indult, ahol Verdi Nabuccójának Zakariásaként mutatkozott be a nagyközönség előtt.
1949-ben Arturo Toscanini meghívására lépett fel a milánói Boito-emlékkoncerten. A következő évben Rudolf Bing meghívására a New York-i Metropolitan Operában énekelt, Verdi Don Carlos című operájában. Bing eredetileg Boris Christoffot kérte fel, de az amerikai kormány egy új törvény értelmében nem engedte vízum kiadását kommunista országok állampolgárainak. Cesare Siepire az utolsó pillanatban esett a választás. Átütő sikerének köszönhetően az operaház énekese maradt a következő huszonhárom évre, 491 alkalommal lépett színpadra a Metropolitanben.
1953-ban Wilhelm Furtwängler meghívására fellépett a Salzburgi Ünnepi Játékokon Mozart Don Giovannijában. Az operáról filmfelvétel is készült.
Karrierje során az operarepertoár összes fontos basszusszerepét énekelte: Gurnemanz (Parsifal), Colline (Bohémélet), Don Basilio (A sevillai borbély), Figaro (Figaro házassága), Sarastro (A varázsfuvola), Borisz Godunov (Borisz Godunov), Baldassarre (A kegyencnő), Ramphis (Aida), Pater Gvardian  (A végzet hatalma), Silva (Ernani), Fiesco (Simon Boccanegra) stb. Hangjának terjedelme és hajlékonysága páratlan volt, ennek következtében még bel canto operák szerepeit is rábízták.
Utolsó fellépésére 1989. április 21-én került sor a modenai Teatro Carraniban. Életének utolsó éveit az Egyesült Államokban élte le. Felesége Louellen Sibley táncosnő volt. Házasságukból egy fiuk, Marco és egy lányuk, Luisa  született.

## Felvételei

### Stúdióban
- Bohémélet, Rosanna Carteri, Ferruccio Tagliavini, Giuseppe Taddei, Elvira Ramella, Gabriele Santini - Cetra, 1951
- Az alvajáró, Lina Pagliughi, Ferruccio Tagliavini, Franco Capuana - Cetra, 1952
- Requiem (Verdi), Giuseppe Di Stefano, Elisabeth Schwarzkopf, O. Dominguez,  Victor de Sabata - Columbia/EMI, 1954
- Don Giovanni, Suzanne Danco, Lisa Della Casa, Anton Dermota, Fernando Corena,  Josef Krips - Decca, 1954
- Rigoletto, Aldo Protti, Mario Del Monaco, Hilde Gueden, Giulietta Simionato, Alberto Erede - Decca 1954[3]
- Figaro házassága, Lisa Della Casa, Hilde Guden, Suzanne Danco, Alfred Poell, Erich Kleiber - Decca 1955[4]
- A végzet hatalma, Renata Tebaldi, Mario Del Monaco, Ettore Bastianini, Francesco Molinari Pradelli - Decca, 1955[5]
- A sevillai borbély, Giulietta Simionato, Ettore Bastianini, Alvino Misciano, Alberto Erede - Decca, 1956
- La Gioconda, Anita Cerquetti, Mario Del Monaco, Ettore Bastianini, Giulietta Simionato, Gianandrea Gavazzeni - Decca 1957[6]
- Mefistofele, Renata Tebaldi, Mario Del Monaco, Tullio Serafin - Decca, 1958
- Don Giovanni, Birgit Nilsson, Leontyne Price, Cesare Valletti, Fernando Corena, Erich Leinsdorf - RCA, 1959
- Bohémélet, Renata Tebaldi, Carlo Bergonzi, Ettore Bastianini, Gianna D'Angelo, Tullio Serafin - Decca, 1959
- Lammermoori Lucia, Joan Sutherland, Renato Cioni, Robert Merrill, John Pritchard - Decca, 1961
- Rigoletto, Cornell Mac Neill, Joan Sutherland, Renato Cioni, Nino Sanzogno - Decca, 1961
- A három király szerelme, Anna Moffo, Plácido Domingo, Nello Santi - RCA, 1976

### Színpadon
- A kegyencnő, Mexikóváros, 1950, Giuseppe Di Stefano, Giulietta Simionato, Enzo Mascherini, Renato Cellini - Cetra/Myto/SRO
- Don Carlos, Met, 1950, Delia Rigal, Fedora Barbieri, Jussi Bjorling, Robert Merrill, Fritz Stiedry - Myto
- Faust, Met, 1950, Jussi Bjorling, Dorothy Kirsten, Frank Guarrera, Fausto Cleva - Myto
- Requiem (Verdi), Carnegie Hall, 1951, Giuseppe Di Stefano, Herva Nelli, Fedora Barbieri, Arturo Toscanini - RCA
- Figaro házassága, Met, 1952, Victoria de los Angeles, Giuseppe Valdengo, Roberta Peters, Fritz Reiner -Bongiovanni
- A végzet hatalma, Firenze, 1953, Renata Tebaldi, Mario Del Monaco, Aldo Protti, Dimitri Mitropoulos - Cetra/Foyer/Archipel
- Don Giovanni, Salzburg 1953, Anton Dermota, Otto Edelmann, E.Grummer, Elisabeth Schwarzkopf, W.Furtwangler Cetra és EMI[7]
- Ernani, Met 1956, Mario Del Monaco, Zinka Milanov, Leonard Warren, Dimitri Mitropoulos - Myto
- La Gioconda, Met, 1957, Zinka Milanov, Nell Rankin, Gianni Poggi, Leonard Warren, Fausto Cleva - Arkadia
- Ernani, Róma, 1958, Mario Del Monaco, Constantina Araujo, Mario Sereni, Fernando Previtali - Myto
- Don Carlos, Bécs, 1958, km. Eugenio Fernandi, Sena Jurinac, Ettore Bastianini, Giulietta Simionato, vez. Herbert von Karajan, DG
- Mefistofele, Teatro alla Scala, 1958, km. Gianni Poggi, Anna De Cavalieri, Cesy Broggini, Antonino Votto -  Cetra/Melodram/Gala
- Faust, Met, 1959, Jussi Björling, E.Soedestroem, Robert Merrill, J.Morel - Myto
- Nabucco, Met, 1960, Cornell MacNeill, Leonie Rysanek, Eugenio Fernandi, Thomas Schippers - Melodram
- Ernani, Met, 1965, Franco Corelli, Leontyne Price, Mario Sereni, Thomas Schippers - GOP/Memories/Myto
- Faust, Met, 1971, Plácido Domingo, Renata Scotto, Robert Merrill, Alain Lombard - ERR
- A zsidónő, Bécs, 1981, Tokodi Ilona, Josè Carreras, Sonia Ghazarian Chris Merritt, Gerd Albrecht - HRE